# Heimbach (Landkreis Birkenfeld)
Heimbach ist eine Ortsgemeinde im Landkreis Birkenfeld in Rheinland-Pfalz. Sie gehört der Verbandsgemeinde Baumholder an.

## Geographie
Die Gemeinde Heimbach liegt im Westrich am gleichnamigen Heimbach im Tal der Nahe zwischen der Stadt Idar-Oberstein, der Stadt Baumholder und der Kreisstadt Birkenfeld.
Angrenzende Ortsgemeinden sind unter anderem Hoppstädten-Weiersbach im Westen, Nohen im Norden, Ruschberg im Osten und Berglangenbach im Süden.
Zu Heimbach gehören auch die Wohnplätze Altwieserhof, Bahnhof Heimbach (Nahe), Gladerbacherhof, Heimbacherhof und Steibericherhof.

## Bevölkerung
Die Entwicklung der Einwohnerzahl von Heimbach, die Werte von 1871 bis 1987 beruhen auf Volkszählungen:
| Jahr | Einwohner |
| ---- | --------- |
| 1815 | 288       |
| 1835 | 502       |
| 1871 | 676       |
| 1905 | 794       |
| 1939 | 1.332     |
| 1950 | 1.427     |
| 1961 | 1.645     |

| Jahr | Einwohner |
| ---- | --------- |
| 1970 | 1.773     |
| 1987 | 1.351     |
| 2005 | 1.236     |
| 2011 | 1.090     |
| 2017 | 1.022     |
| 2022 | 1.022     |

## Politik

### Ortsbürgermeister
Jürgen Saar (FWG) ist seit Anfang 2018 Ortsbürgermeister von Heimbach.
Er wurde im Juni 2024 wiedergewählt.
Sein Vorgänger Bernd Alsfasser (FWG) hatte das Amt von 1992 bis zum 31. Dezember 2017 ausgeübt.

### Wappen
| Wappen von Heimbach | Blasonierung: „Oberer Teil der Schildhälfte: Auf schwarzem Grunde ein rotbewehrter -gezungter und -gekrönter wachsender (halber) goldener Löwe. – Unterer Teil der Schildhälfte: Auf grünem Grunde ein dreigeteilter silberner Wellenbalken. Darüber ein silbernes Zweibalken- oder Deichselkreuz“                               |
| Wappen von Heimbach | Wappenbegründung: Der Löwe und das Balkenkreuz weisen auf die frühere territoriale Zugehörigkeit von Gemarkungsteilen zu Pfalz-Zweibrücken. Das Doppelkreuz erinnert an die frühere Herrschaft Lothringens. Die Deichsel, der dreiteilige Wellenbalken, symbolisiert die Vereinigung von Reichenbach und Unnerbach zum Heimbach. |

## Kultur und Sehenswürdigkeiten

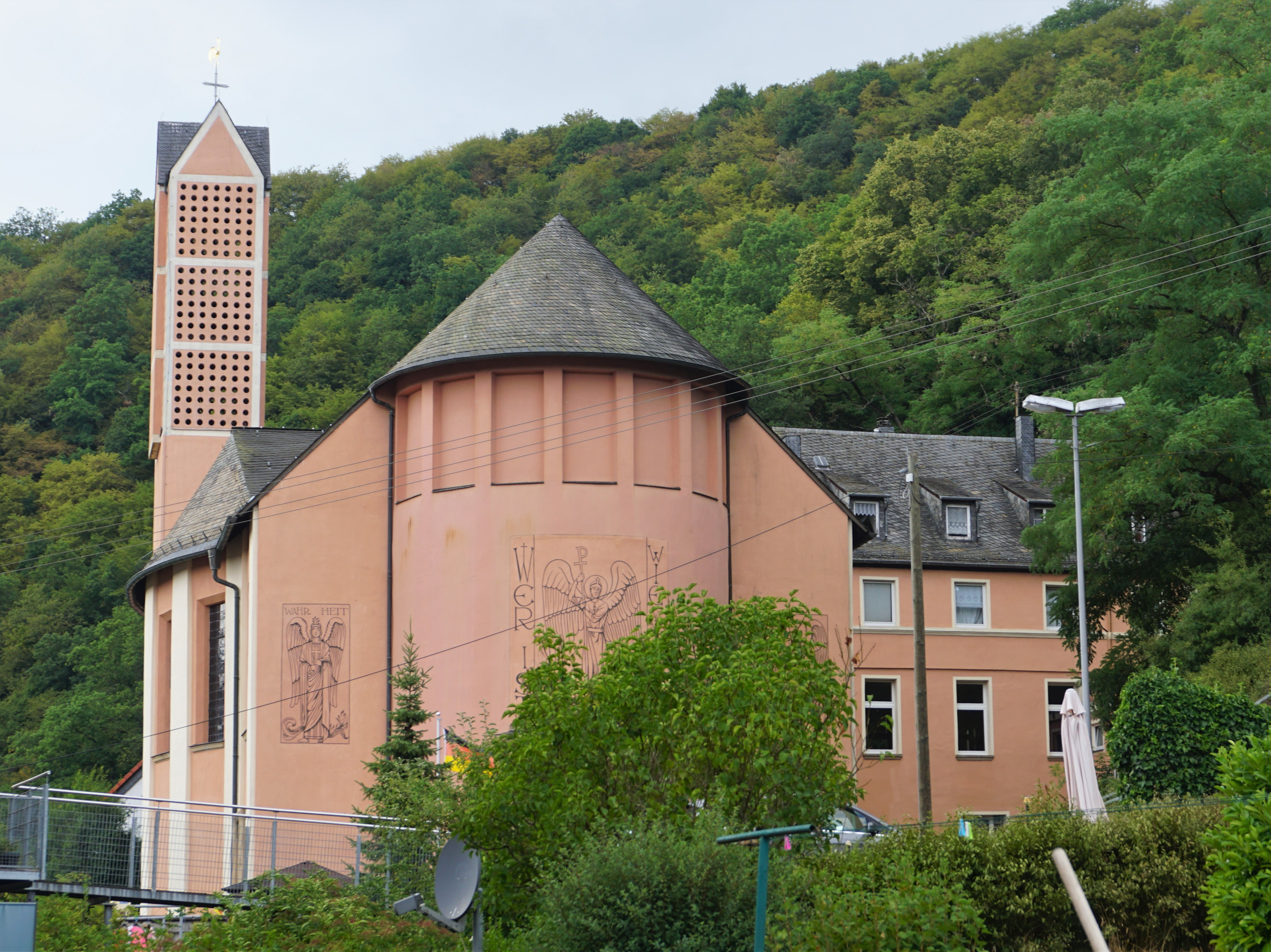
Heimbacher Schutzengelkirche

In der katholischen Schutzengelkirche aus dem Jahr 1925 befinden sich Fresken, u. a. die Kreuzwegstationen des Künstlers Alfred Gottwald (1893–1971), die in einer umfangreichen Kirchenrenovierung im Jahr 1994 von der Restaurationsfirma Martin Mrziglod, Tholey, wieder freigelegt wurden. In der Apsis findet sich Jesus Christus auf dem himmlischen Thron, umringt von Engelscharen. Heimbacher Bürger standen Modell für die Malereien.
Die Mariengrotte auf dem Kapellenplatz oberhalb der Kirche wurde in den 1980er Jahren in Eigenleistung der Pfarrgemeinde erbaut. An dieser Stelle stand das erste Gotteshaus, die „Heimbacher Kapelle“ aus dem Jahr 1885. Diese Kapelle wurde 1969 wegen Baufälligkeit abgerissen. Die Grotte ist in den Felsen getrieben und zeigt die Darstellung der Jungfrau Maria und die Anbetung der Bernadette Soubirous.
Siehe auch: Liste der Kulturdenkmäler in Heimbach

## Wirtschaft und Infrastruktur
In Heimbach gibt es einen Kindergarten. Bis 1971 war eine katholische Volksschule vorhanden sowie eine evangelische Schule, in denen man den Hauptschulabschluss der neunten Klasse erreichen konnte. Die katholische Volksschule wurde in eine reine Grundschule umfunktioniert und die evangelische Schule ist ganz entfallen. Ab der fünften Klasse müssen die Kinder des Ortes nach Baumholder oder Birkenfeld, seltener nach Freisen zur Schule.
Die Bevölkerungszahl ist von einst knapp 1800 Einwohnern (Höchststand im Jahr 1970) auf derzeit 1071 (31. Dezember 2011) geschrumpft. Dies ist unter anderem auf die fehlende Infrastruktur, wie auch in der Stadt Baumholder und anderen Ortsgemeinden zu verzeichnen, zurückzuführen. Die Tendenz ist stagnierend bis rückläufig.
Im Süden verläuft die Bundesautobahn 62.
Der Bahnhaltepunkt Heimbach (Nahe) Ort wurde zwischen 1981 und 2014 nicht im Personenverkehr bedient. Hierfür stand somit nur der westlich außerhalb des Hauptortes liegende Bahnhof Heimbach (Nahe) der Strecke Mainz/Bingen–Saarbrücken zur Verfügung. Die Reaktivierung der Bahnstrecke Heimbach–Baumholder wurde im Zuge des Rheinland-Pfalz-Taktes zum Fahrplanwechsel am 14. Dezember 2014 vollzogen.

## Persönlichkeiten
- Otto Witte (* 1872; † 1958), Schausteller und Hochstapler („König von Albanien“), für einige Zeit Einwohner von Heimbach